# Hvem vil være millionær?
Hvem vil være millionær? er et dansk quiz- og underholdningsprogram, der blev sendt for første gang i 2009 på TV 2. Programmet er siden blevet sendt on-and-off på TV 2 og TV 2 Charlie med sidste afsnit havende premiere den 8. april 2023. Programmet er den danske udgave af det britiske tv-program Who Wants To Be a Millionaire og er en del af den internationale Who Wants to Be a Millionaire-franchise. Programmets præmis er at deltagere skal svare på en række multiple choice-spørgsmål, hvorved de kan vinde en stor præmiesum. Deltagerne bliver stillet spørgsmålet samt fire valgmuligheder, hvor én valgmulighed er korrekt, hvorefter de har ubegrænset tid til at svare på spørgsmålet. Spørgsmålene bliver gradvise sværere, samtidig med at præmiepuljen stiger med hvert spørgsmål, hvor den størst mulige præmiesum er på 1 million danske kroner.      
Programmets værter har været Peter Kær (1999-2001) (2003-2006), Jes Dorph-Petersen (2001-2003), Hans Pilgaard (2007-2018) og Christian Degn (2019-2023).
Igennem programmets sendetid er der blevet produceret flere spécial-udgaver, heriblandt, hvor flere deltagere har kunnet deltage sammen, ligesom at der har været velgørenhedsspecials, hvor kendte danske personligheder har deltaget; brødrene Anders og Peter Lund Madsen har som de eneste deltaget og vundet 1 million to gange; i 2002 og i 2013.

## Format

### Hurtigst på aftrækkeren
Spillet starter med Hurtigst på aftrækkeren, hvor deltagerne (10 fra start) får et spørgsmål med fire svarmuligheder, der skal sættes i korrekt rækkefølge. Den hurtigste deltager med korrekt rækkefølge går videre til selve spillet.

### Hovedspillet
| Pengestigen            | Pengestigen   | Pengestigen   | Pengestigen   |
| Spørgsmål              | Gevinst       | Gevinst       | Gevinst       |
| Spørgsmål              | 1999          | 1999-2001     | 2001-         |
| ---------------------- | ------------- | ------------- | ------------- |
| 15                     | 1.000.000 kr. | 1.000.000 kr. | 1.000.000 kr. |
| 14                     | 500.000 kr.   | 500.000 kr.   | 500.000 kr.   |
| 13                     | 250.000 kr.   | 250.000 kr.   | 250.000 kr.   |
| 12                     | 125.000 kr.   | 125.000 kr.   | 125.000 kr.   |
| 11                     | 64.000 kr.    | 75.000 kr.    | 75.000 kr.    |
| 10                     | 32.000 kr.    | 50.000 kr.    | 50.000 kr.    |
| 9                      | 20.000 kr.    | 32.000 kr.    | 32.000 kr.    |
| 8                      | 12.000 kr.    | 20.000 kr.    | 20.000 kr.    |
| 7                      | 7.000 kr.     | 12.000 kr.    | 12.000 kr.    |
| 6                      | 4.000 kr.     | 7.000 kr.     | 8.000 kr.     |
| 5                      | 2.000 kr.     | 4.000 kr.     | 5.000 kr.     |
| 4                      | 1.000 kr.     | 2.000 kr.     | 4.000 kr.     |
| 3                      | 500 kr.       | 1.000 kr.     | 3.000 kr.     |
| 2                      | 300 kr.       | 500 kr.       | 2.000 kr.     |
| 1                      | 100 kr.       | 100 kr.       | 1.000 kr.     |
| Checkpoint Hovedpræmie |               |               |               |

Hovedspillet består af et normalt quizformat med 15 spørgsmål. Til hvert spørgsmål er der fire svarmuligheder, og svarer deltageren forkert, ryger denne ud; svares der rigtigt, fortsættes der til næste spørgsmål. Ved hver femte spørgsmål er der et "checkpoint" – det beløb er deltageren sikret, hvis denne skulle svare forkert på et af de næste spørgsmål. Deltageren kan til enhver tid stoppe spillet og forlade programmet med den pengesum, deltageren er endt på.

#### Livliner
Deltageren har tre eller fire livliner som deltageren kan benytte én gang hver på et selvvalgt tidspunkt spillet igennem:
- 50:50 – to forkerte svarmuligheder fjernes, så der kun er et rigtigt og et forkert svar tilbage altså en 50-procents chance for et korrekt svar
- Ring til en ven – der bliver ringet op til en ven af deltageren, og sammen har vennen og deltageren 30 sekunder til at finde frem til det rigtige svar. Fra sæsonerne med Christian Degn har de kun 25 sekunder til at finde det rigtige svar
- Spørg publikum – publikummerne kan via en boks vælge det svar de tror er det rigtige, og deltageren får resultatet angivet i procenter, hvorefter man kan træffe et valg
- Spørg værten – værten, som hverken kender spørgsmålet eller svaret før programmet, kan fortælle, hvad han mener er svaret og begrunde det.

Ryger deltageren ud, vælger at stoppe, eller vinder millionen, slutter spillet og cyklussen starter på ny.

## Vindere af 1 million
| Tidspunkt              | Vinder(e)                            | Note |
| ---------------------- | ------------------------------------ | --- |
| 2001-10-8              | Søren Brøndum Laursen                | Første vinder af 1 mio. kr. Den eneste dansker, der har vundet hovedpræmien på egen hånd.                                              |
| 2004-12-31 (Nytårsdag) | Søren Sko Signe Svendsen             | Gevinsten blev fordelt mellem Børnehjælpsdagen og AIDS Fondet                                                                          |
| 2005-3-21              | Søren Gudbrand Lis Gudbrand          | Specialudgave "Mig og min bedste" |
| 2005-10-3              | Bertel Haarder Claus Højbak          | Specialudgave "Nu med forstærkning" Haarder donerede sin halvddel af gevinsten til handicap-organisationen Marjatta.                   |
| 2010-10-11             | Martin Krasnik Mogens Lykketoft      | Gevinsten blev doneret til fredsarbejdet i Mellemøsten                                                                                 |
| 2012-3-12              | Jon Mikkel Hansen Lars-Ole Jørgensen | Temaet "Quiznørderne kommer" |
| 2013-4-19              | Thure Kjær Bjarke Refslund           | Begge var ekstremsportsudøvere |
| 2013-9-30              | Morten Resen Ellen Nybo              | Specialudgave i anledning af TV 2's 25 års jubilæum                                                                                    |
| 2015-3-1               | Daniel Paske Jasmin Sharzad          | Særlig dating-udgave, hvor deltagerne ikke kendte hinanden på forhånd.                                                                 |
| 2016-3-6               | Søren Pilmark Henrik Koefoed         | Pilmark donerede sin del af gevinsten til SOS Børnebyerne Koefoed donerede sin del af gevinsten til Lukashuset for terminalt syge børn |
| 2016-5-8               | Tommy Kenter Lise Baastrup           | Gevinsten blev doneret til Læger Uden Grænser.                                                                                         |

Der har desuden været lavet Hvem vil være millionær? Junior i 2007-2008, hvor børn deltog og kunne vinde penge til deres sportsklubber.
| Tidspunkt  | Vindere                   | Klub                           |
| ---------- | ------------------------- | ------------------------------ |
| 2007-10-15 | Peter, Helle og Alexander | Bogense Sejlklub               |
| 2007-11-4  | Julie, Ulrik og Sia       | Hvidovre Atletik og motion     |
| 2008-3-15  | Joachim, Lukkas og Daniel | Københavns Skøjteløberforening |
| 2008-5-9   | Simon, Emil og Marcus     | Rollespilsforeningen Fafner    |

Der har desuden været lavet Hvem vil være millionær? før 2 millioner.
| Tidspunkt  | Vindere                              | Note |
| ---------- | ------------------------------------ | --- |
| 2002-9-16  | Anders Lund Madsen Peter Lund Madsen | Gevinsten blev givet til Folkekirkens Nødhjælp |
| 2012-10-22 | Charlotte Bircow Lasse Rimmer        | Specialudgave i anledning af Knæk cancer. Gevinsten blev doneret til Kræftens Bekæmpelse                                                          |
| 2013-10-28 | Peter Lund Madsen Anders Lund Madsen | Gevinsten blev doneret til ODA (OCD-, Depressions- og Angstforeningerne) Brødrene Lund Madsen er de eneste, som har vundet hovedpræmien to gange. |